# Walerianówka (przystanek kolejowy)
Walerianówka (ukr. Валер'янівка) – przystanek kolejowy w pobliżu miejscowości Walerianówka, w rejonie łuckim, w obwodzie wołyńskim, na Ukrainie. Leży na linii Zdołbunów – Kowel.